# Parlamentsbyggnaden, Jerevan
Parlamentsbyggnaden (armeniska: Հայաստանի Ազգային ժողովի շենքը, Hayastani Azgayin Zhoghovi Shenk) är den byggnad som Armeniens nationalförsamling sammanträder i. Den ligger vid Marskalk Baghramianavenyn i distriktet Kentron i Jerevan.
Byggnaden ritades av Jerevans dåvarande stadsarkitekt Mark Grigoryan och uppfördes 1948–1950, ursprungligen för Armeniens kommunistiska partis centralkommitté. Den är byggd i lätt rödaktig tuff.

## Bildgalleri

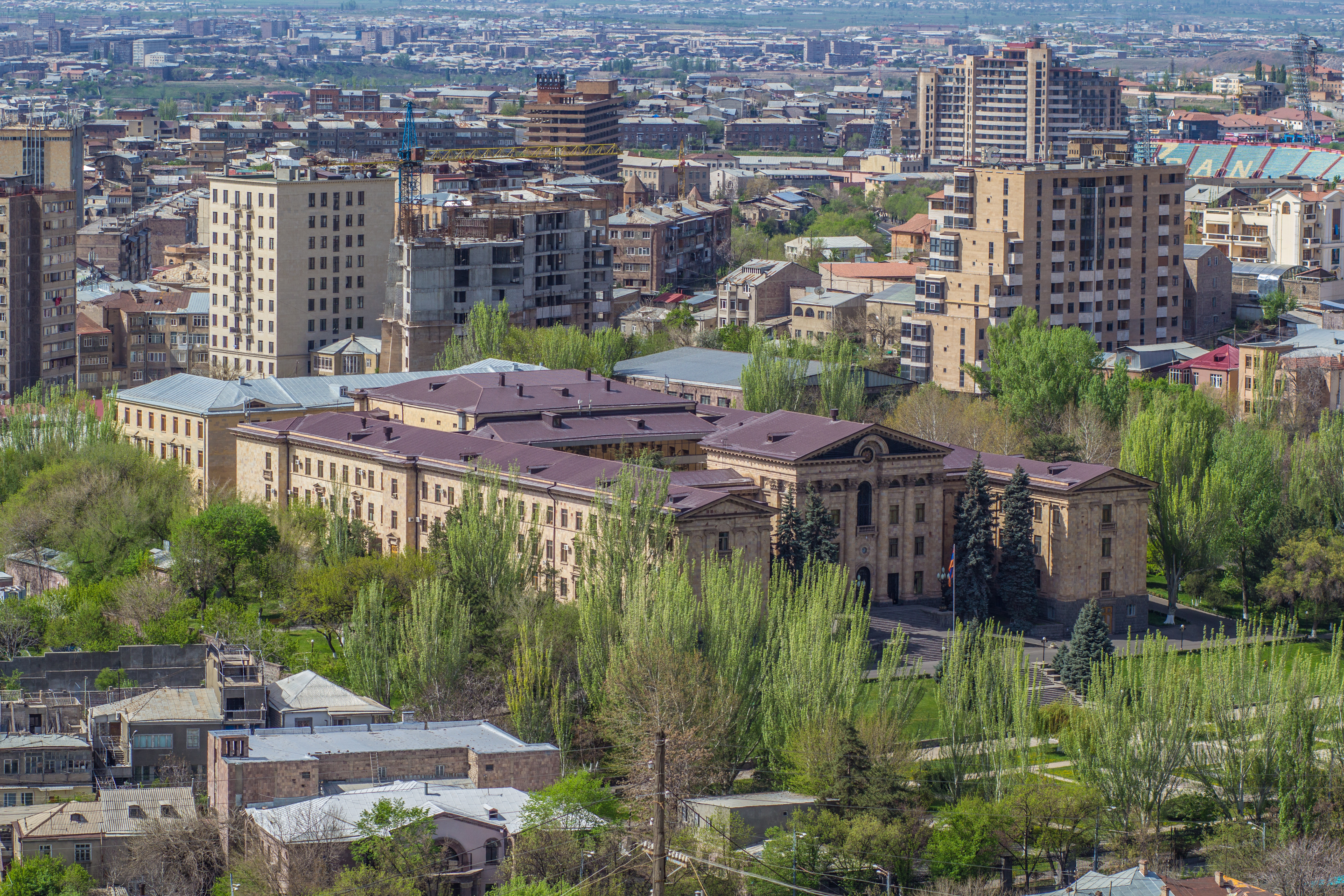